# 福島春佳
福島春佳（1973年4月12日—），日本漫畫家。岡山縣真庭市出身。

## 作品
- 原名
- 原名
- 原名
- 原名
- 原名
- 熱夏野男孩、3冊待續、原名
- 櫻桃果汁戀、原名《チェリージュース（日语：チェリージュース）》
- 原名
- 橘行星之戀、全5冊、原名《オレンジ・プラネット》
- AAA（漫畫）、全4冊（日文版全4冊）、原名《AAA》
- 荳蔻丫頭、全4冊
- 魔女薇薇安、全2冊
- 漂亮大變身、全1冊
- 朱古力 /初戀巧克力(漫畫)、共3冊，原名《ちよこれいと（日语：ちよこれいと）》 香港《Comic Fans》雜誌連載完
- 你的音色/可愛無敵!!、全4冊, 香港《Comic Fans》雜誌連載完，原名《キミノネイロ（日语：キミノネイロ）》
- 1年5組生物小隊 /野獸男子求愛中、共6冊, 原名《1年5組いきものがかり》
- 初戀少年少女、共2冊, 原名《初恋少年少女》

## 外部連結
- （日語）http://harenokuni.blog57.fc2.com/ （页面存档备份，存于）（公式網站）
- （日語）
- 博客來網路書店 - 目前您搜尋的關鍵字為: 福島春佳